# Силовой кабель
Силовой кабель — кабель для передачи электроэнергии токами промышленных частот или постоянным напряжением.

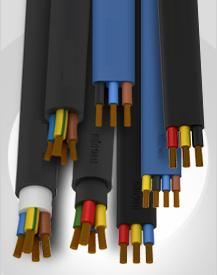
Силовой кабель

В практическом смысле подразумевается кабель для передачи трехфазного тока от ГРЩ ВРУ промышленных предприятий, коммунальных и прочих объектов к потребителям электроэнергии. Используется для стационарной прокладки, также используется для подключения подвижных установок/агрегатов/оборудования. В зависимости от области и рода применения, может состоять из различных конструктивных элементов.

## Конструкция

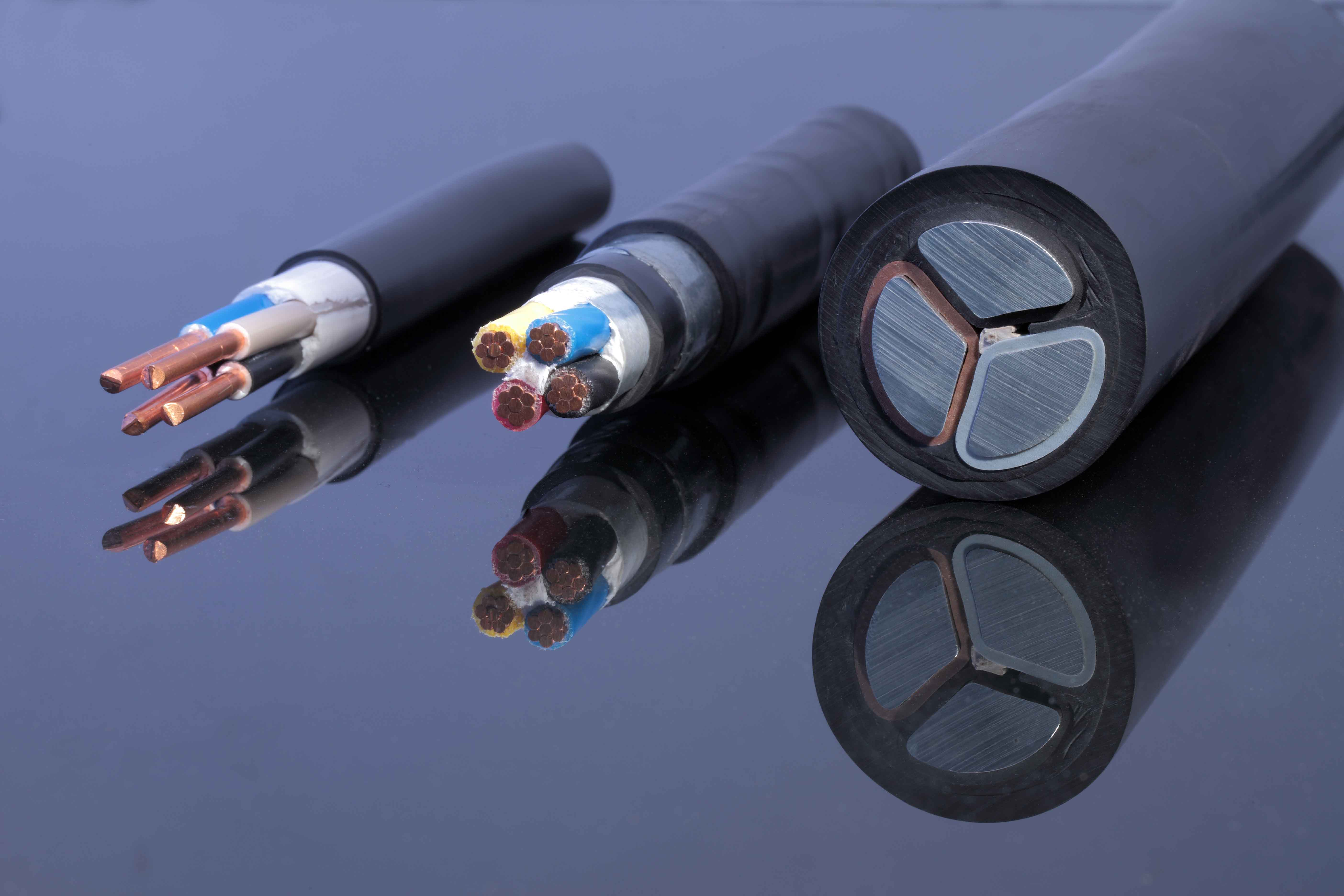

Силовые кабели (СК) отличаются конструкцией, размерами, используемыми материалами и выбираются в зависимости от условий использования.
Каждый СК состоит как минимум из трёх элементов:
- токопроводящая жила;
- изоляция токопроводящей жилы;
- оболочки.
- спок.

Для улучшения характеристик СК в конструкцию включают следующие элементы:
- экран;
- поясная изоляция;
- подушки под броню;
- броня;
- заполнитель.

В качестве материала токопроводящих жил обычно используют алюминий или медь.
Изоляция токопроводящей жилы может выполняться из пропитанной бумаги (см. кабель с бумажной изоляцией) или полимера (например, сшитый полиэтилен).
Силовой кабель с пропитанной бумажной изоляцией применяется в электрических сетях с напряжением от 1 до 110 кВ и частотой 50 Гц.
Кабель с изоляцией из сшитого полиэтилена применяется как при низком, так и при высоком напряжении, выдерживает высокую температуру, обладает высокой прочностью, при перегрузке сети помогает[как?] избежать возникновения короткого замыкания, от других кабелей отличается меньшим весом. Технические характеристики:
- температура эксплуатации: −50…+50°C;
- температура, допустимая для длительного нагрева жил: +90 °C;
- температура, максимально допустимая при коротком замыкании: от +250 °C;
- срок службы: не менее 30 лет.

## Типы силовых кабелей

### Кабели силовые с изоляцией из пропитанной бумаги в свинцовой или алюминиевой оболочке
Кабели силовые с изоляцией из пропитанной бумаги с медными и алюминиевыми жилами предназначены для передачи и распространения электрической энергии при номинальном напряжении до 35 кВ включительно.Такие кабели применяют для фиксированного монтажа и зависят от разности уровня трассы. Для того, чтобы защитить гигроскопичную бумажную изоляцию в конструкции кабеля предусмотрена свинцовая или алюминиевая оболочка. Кабели с алюминиевыми оболочками нельзя применять в условиях воздействия на них агрессивных сред (пары щелочи, концентрированные щелочные растворы). В таких условиях необходимо применять кабели в свинцовых оболочках.

### Кабели силовые с резиновой изоляцией
Кабели силовые с резиновой изоляцией применяют для стационарного монтажа в электросетях напряжением до 10 кВ постоянного тока. Кабели предназначены для прокладки на трассах с неограниченной разностью уровней. Достоинство кабелей с резиновой изоляцией: низкая гигроскопичность (впитывание влаги) и гибкость. Однако резина не устойчива к ультрафиолету и озону, поэтому в конструкции кабеля присутствует стальная броня, защищающая кабель от разрушающих факторов.

### Кабели силовые с поливинилхлоридной изоляцией
Кабели силовые с ПВХ изоляцией рассчитаны на стационарную прокладку в электросетях с номинальным переменным напряжением 0,66 кВ, 1−6 кВ. Изоляция на основе ПВХ одна из самых дешевых кабельных изоляций, обладающая эластичностью, а благодаря специальным добавкам может приобретать необходимые свойства, например, морозостойкость и термостойкость.

### Кабели силовые с полиэтиленовой изоляцией
Кабели силовые с изоляцией из сшитого полиэтилена появились в 70-х годах 20 века. Появившийся кабель с изоляцией из сшитого полиэтилена (СПЭ) призван заменить устаревшие кабели, имеющие пропитанную бумажную изоляцию. Кабели рассчитаны на напряжение 6, 10, 15, 20, 30 и 35 кВ (первая группа); 45, 60, 110, 132 и 150 кВ (вторая группа); 220 и 330 кВ (третья группа); площадь сечения кабелей варьируется от 35 до 200 , есть кабельная продукция и большего сечения − 1000 и более мм2. По сравнению с бумажной изоляцией кабели с изоляцией из СПЭ выдерживают более высокую температуру жил, устойчивы к влаге, имеют меньший вес, не требуют предварительного прогрева при монтаже зимой.(правка — кабели из СПЭ зимой так же необходимо прогревать. есть ограничения по прокладке по температуре окружающего воздуха −5оС. при −25 прокладка запрещена)

## Марки силовых кабелей

### АВВГ
Силовой кабель с алюминиевой токопроводящей жилой, изоляция и оболочка из поливинилхлоридного (ПВХ) пластиката, без защитного покрова.

### ВВГ
Силовой кабель с медной токопроводящей жилой, изоляция и оболочка из поливинилхлоридного пластиката (ПВХ), без защитного покрова. Цифровые значения в маркировке вида (3×2,5) означают, что кабель трёхжильный (первое число) площадь поперечного сечения каждого проводника 2,5 мм (второе число).

### АВВГ-П
Силовой кабель с алюминиевой токопроводящей жилой, изоляция и оболочка из поливинилхлоридного (ПВХ) пластиката, без защитного покрова, плоский.

### ВВГ-П
Силовой кабель с медной токопроводящей жилой, изоляция и оболочка из поливинилхлоридного (ПВХ) пластиката, без защитного покрова, плоский.

### АВВГнг(А)
Силовой кабель с алюминиевой токопроводящей жилой, изоляция из ПВХ пластиката, гибкий, оболочка из ПВХ пластиката пониженной горючести.

### ВВГнг(А)
Силовой кабель с медной токопроводящей жилой, изоляция из ПВХ пластиката, оболочка из ПВХ пластиката пониженной горючести.

### АВВГ-Пнг(А)
Силовой кабель с алюминиевой токопроводящей жилой, изоляция из ПВХ пластиката, оболочка из ПВХ пластиката пониженной горючести, плоский.

### ВВГ-Пнг(А)
Силовой кабель с медной токопроводящей жилой, изоляция из ПВХ пластиката, оболочка из ПВХ пластиката пониженной горючести, плоский.

### АВВГнг(А)-LS
Силовой кабель с алюминиевой токопроводящей жилой, изоляция и оболочка из ПВХ пластиката пониженной пожароопасности. Low Smoke, низкое дымо- и газовыделение.

### ВВГнг(А)-LS
Силовой кабель с медной токопроводящей жилой, изоляция и оболочка из ПВХ пластиката пониженной пожароопасности. Low Smoke, низкое дымо- и газовыделение.

### АВБШв
Силовой кабель с алюминиевой токопроводящей жилой, изоляция из ПВХ пластиката, имеет защитный покров в виде брони из двух стальных оцинкованных лент; защитный шланг из ПВХ пластиката).
Предназначены для эксплуатации в стационарном состоянии при температуре окружающей среды от плюс 50°С до минус 50°С, относительной влажности воздуха до 98 % при температуре до 35°С, в том числе для прокладки на открытом воздухе. 
Продолжительность работы данного кабеля в аварийном режиме не должна быть более 8 часов в сутки и не более 1000 часов за срок службы.

### ВБШв
Силовой кабель с медной токопроводящей жилой, изоляция из ПВХ пластиката, бронированный (броня из двух стальных оцинкованных лент; защитный шланг из ПВХ пластиката) Для прокладки в земле (траншеях), помещениях, туннелях, каналах, шахтах (кроме прокладки в блоках), а также на открытом воздухе, если кабель не подвергается значительным растягивающим усилиям, при наличии опасности механических повреждений в процессе эксплуатации.

### АВБШвнг(А)
Силовой кабель с алюминиевой токопроводящей жилой, изоляция из ПВХ пластиката, бронированный (броня из двух стальных оцинкованных лент; защитный шланг из ПВХ пластиката пониженной горючести).

### ВБШвнг(А)
Силовой кабель с медной токопроводящей жилой, изоляция из (ПВХ) пластиката, бронированный (броня из двух стальных оцинкованных лент; защитный шланг из ПВХ пластиката пониженной горючести.

### АВБШвнг(А)-LS
Силовой кабель с алюминиевой токопроводящей жилой, изоляция из ПВХ пластиката пониженной пожароопасности, бронированный (броня из двух стальных оцинкованных лент; защитный шланг из ПВХ пластиката пониженной пожароопасности).

### ВБШвнг(А)-LS
Силовой кабель с медной токопроводящей жилой, изоляция из ПВХ пластиката пониженной пожароопасности, бронированный (броня из двух стальных оцинкованных лент; защитный шланг из ПВХ пластиката пониженной пожароопасности).

## Маркировка силового кабеля

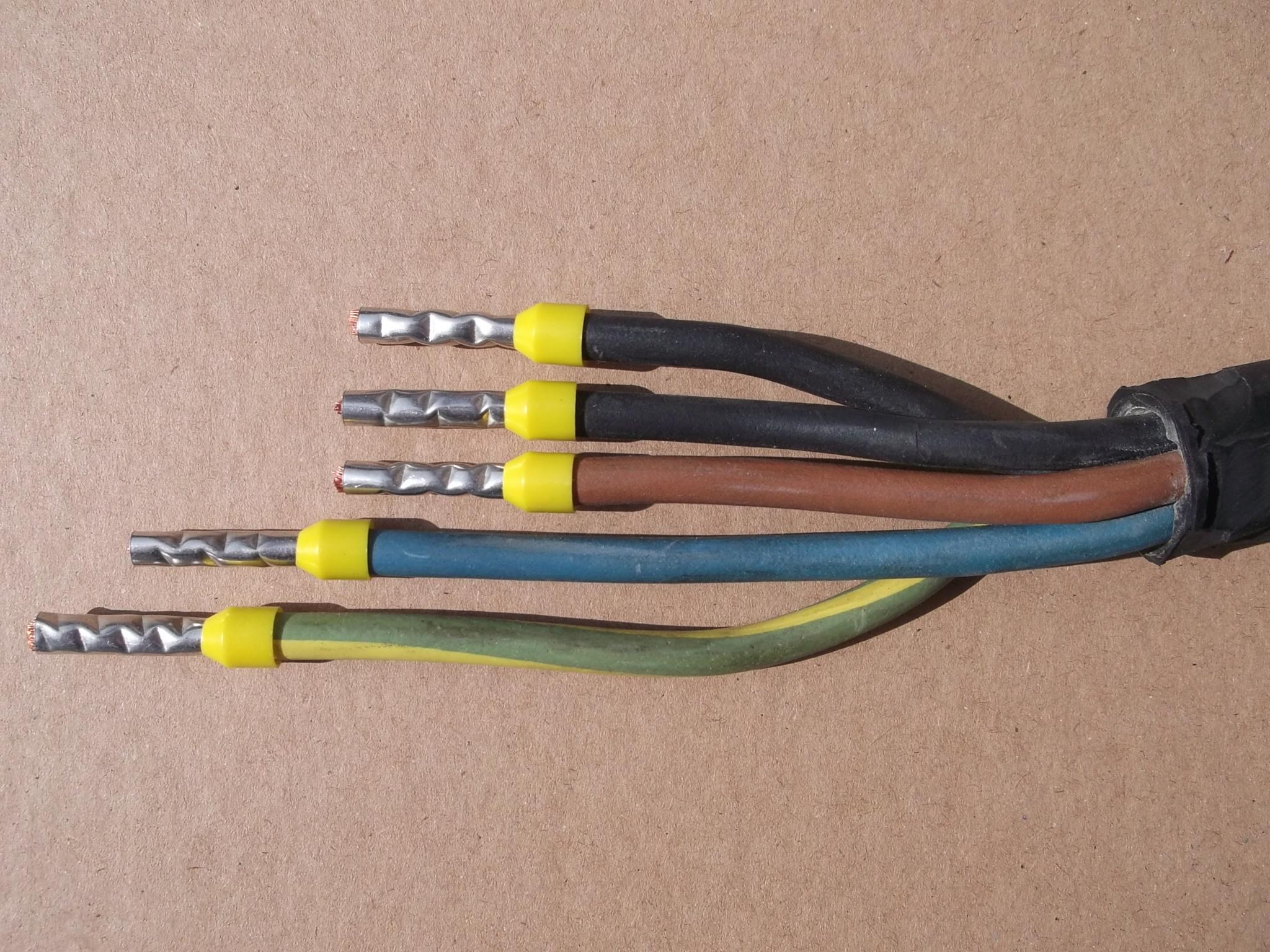

### Цветовая маркировка
Для удобства монтажа и эксплуатации вводится цветовая маркировка изоляции жил кабеля и шин, которая устанавливается национальными стандартами, исходя из функционального назначения каждого провода или шины. В разных странах цветовая маркировка изоляции проводников имеет свои различия. Однако многие страны придерживаются общих принципов цветовой маркировки проводников, изложенных в стандарте Международной Электротехнической Комиссии МЭК 60445:2010. В СССР расцветка жил проводов в кабеле обычно строго не регламентировалась и кабельные заводы выпускали кабели с разной системой расцветок (в том числе нанесение цветовых продольных полос), определяемой техническими условиями, причём часто жилы в кабеле вообще были одноцветными. Для кабелей с бумажной изоляцией с пропиткой масло-канифольным составом расцветка производится намоткой поверх каждой жилы цветной бумаги в один слой (иногда вместо цветных бумажных полос поверх каждой жилы наматываются однотонные полоски с нанесением арабских цифр).

### Буквенная маркировка кабеля
Помимо цветовой маркировки кабеля используется и буквенная маркировка, составляющая наименование вида кабеля, которое обязательно для нанесения в соответствии с ГОСТ 18620—86. Маркировка кабелей российского и зарубежного производства отличается, хотя принцип один и тот же: каждая буква в кабельной маркировке обозначает наличие определенного конструктивного элемента от внутреннего к внешнему, то есть от материала токопроводящей жилы к материалу оболочки.